# Naoemon Shimizu
Naoemon Shimizu (清水 直右衛門, Shimizu Naoemon) est un footballeur japonais.